# Rachel Gupta
Rachel Gupta (Jalandar, 24 de janeiro de 2004) é uma modelo e rainha da beleza indiana, vencedora do concurso Miss Grand Internacional 2024. Anteriormente, foi vencedora do Miss Grand India 2024 e Miss Super Talent of the World 2022.

## Participação em concursos de beleza
Aos 18 anos, Gupta participou na décima quinta temporada do Miss Supertalent, realizada no dia 28 de setembro de 2022, em Paris, França, em colaboração com a Paris Fashion Week. Aproximadamente 50 países em todo o mundo enviaram representantes para competir pelo cobiçado título. A grande final decorreu no mesmo dia no Pavilhão Cambon, em Paris. Acabou por ser a vencedora da competição.

### Miss Grand Internacional 2024
A 11 de agosto de 2024, Gupta representou Punjab no concurso Miss Grand India 2024 e competiu contra 22 outras candidatas no Zee Studio em Jaipur, onde ganhou o título nacional e foi sucedida por Arshina Sumbul de Jaipur.
A 25 de outubro de 2024, Gupta representará a Índia no concurso Miss Grand Internacional 2024 e competiu contra outras 68 candidatas no MGI Hall em Banguecoque, Tailândia, onde conquistou o título e foi sucedida por Luciana Fuster do Peru. Tornou-se a primeira mulher indiana a vencer o concurso Miss Grand Internacional.